# 적도의 남자
《적도의 남자》는 2012년 3월 21일부터 2012년 5월 24일까지 방송했던 KBS 2TV 수목 드라마였다.

## 프로그램 소개
뜨거운 욕망을 가진 네 남녀의 사랑 이야기를 다룬 정통 멜로 드라마

## 등장 인물

### 주요 인물
- 엄태웅 : 김선우(33세) 역 (아역 : 이현우)

로얄트리투자신탁 사장. 부산 최강의 주먹으로 사고만 치는 문제아였으나 우등생 이장일과 친구가 되면서 꿈을 가지게 된다. 아버지가 자살로 위장된 의문의 죽음을 당한 사건을 파헤치다 죽음의 문턱에서 되살아나지만 시력을 잃게 된다. 시각장애인이 된 선우는 복지관에서 평생 잊지 못할 첫 사랑 지원을 만나 사랑하게 되지만 우연한 사건으로 그녀와 헤어지게 된다. 모든 희망을 버리고 자살을 결심한 순간, 친아버지라고 자처한 문태주가 나타나 미국으로 데려간다. 수술로 시력을 되찾은 선우는 아버지 경필을 죽이고 자신의 눈까지 멀게 만든 자에게 복수하기 위해 13년 후 로얄트리투자신탁 사장이 되어 돌아온다.
- 이보영 : 한지원(33세) 역 (아역 : 경수진)

특급 호텔 VIP 연회 담당 매니저. 중견 기업의 사장 딸로 부러움 없이 자라다 집안이 몰락하며 소녀 가장으로 전락한다. 양지에서 햇빛 받고 자라 구김살이 없는 밝고 쾌활한 성격의 소유자다. 3남매 중 장녀로 강한 생활력을 발휘해 수 많은 아르바이트를 전전하며 학비와 용돈을 번다. 대학시절 알게 된 법대생 장일과 잠시 연인 관계가 될 뻔 하지만 헤어지고 시각 장애인에게 책 읽어주는 아르바이트를 하다 선우를 만나 사랑하게 된다. 모든 걸 버리고 그를 위해 살고 싶단 결심까지 하지만 선우가 떠나버린다. 그를 원망하지만 첫사랑이자 유일한 사랑이다. 늘 마음속에 그리워하던 선우가 모든 걸 다 가진 남자가 되어 나타나면서 또 다시 선우, 장일과 복잡한 운명으로 얽히게 된다.
- 이준혁 : 이장일(33세) 역 (아역 : 임시완)

서울중앙지방검찰청의 스타 검사. 철두철미하고 이성적. 전교 1등을 놓쳐본 적이 없는 시골의 수재 장일은 신분 상승 욕구는 강하지만 꼼짝할 수 없는 상황에 답답해진다. 숨 막히는 생활을 견딜 수 있는 건 친구 선우가 옆에 있기 때문이다. 진노식 회장의 뜻 밖의 제안으로 서울 법대에 진학을 하게 되면서 인생에 빛이 들지만 시련도 함께 찾아온다. 원하던 인생 항로로 접어들었다고 생각하는 순간, 아버지로부터 경필 아저씨(선우 아버지)의 죽음에 얽힌 충격적인 진실을 듣는다. 아버지와 자신을 지키기 위해 분신 같던 친구 선우를 배신하고 고독한 비밀을 갖게 된다. 서울 지검의 스타 검사로 굵직한 수사에 성과를 올려 검찰 안팎으로 신망이 높다. 지금의 성공한 인생을 계속 이어가고 싶은데 그럴수록 외로운 비밀들이 생겨난다.
- 임정은 : 최수미(33세) 역 (아역 : 박세영)

아티스트. 극사실주의 화가. 동네 얼치기 박수무당의 딸로 엄마의 얼굴을 기억하지 못한다. 미모와 몸매, 그림 솜씨가 뛰어나지만 늘 외톨이다. 아무도 무당 딸과 어울리려 하지 않지만 유일하게 말을 걸어주는 사람이 친구 선우다. 외로움이 깊어 누군가를 사랑하는 마음이 병적으로 강하다. 장일에 대한 사랑과 집착으로 그를 차지하기 위해 선우를 배신하고 훗날 장일의 비밀을 이용해 그를 옭아맬 기회를 기다린다.

### 진노식 일가
- 김영철 : 진노식 역

진승그룹 회장. 악바리 근성으로 자수성가했지만 열등감과 시기심, 의심으로 가득해 측근들도 믿지 못하고 늘 외로워한다. 사랑하는 약혼녀가 아이를 갖게 되자 자신이 아닌 문태주의 아이로 의심해 문태주는 횡령죄를 씌워서 감옥에 보내고 약혼녀는 무참히 버린다. 그 후 자신의 과거를 속이고 마희정과 재혼한다. 죽은 약혼녀의 아이가 살아있음을 알리러 온 고향 후배 경필과 실랑이 끝에 우발적인 살인을 저지른다.
- 차화연 : 마희정 역

진 회장의 부인. 미인대회 지방예선 출신. 전 남편과 사별 후 거액의 유산으로 여유로운 생활을 즐기다 진회장과 재혼했다. 허영심이 강하다. 오페라를 즐겨듣고 공연후원을 하고 잘난 척 나서길 좋아한다. 전 남편 자식인 남매를 최고의 집안과 결혼시켜 지금의 안정과 재력을 더욱 다지고 싶어 한다.
- 김혜은 : 박윤주 역 (아역 배슬기 (특별출연))

마희정과 전 남편 사이의 딸. 취미로만 하고 싶었던 성악을 엄마의 강요로 전공하게 됐고, 진노식 회장의 회사에서 일하며 경영을 배우고 싶어 한다. 따뜻하고 장녀 같은 성격. 엄마를 크게 거스르지도 완전히 뜻을 따르지도 않는다. 진 회장이 운영하는 문화사업의 팀장이 된다.
- 이승형 : 차실장 역

진노식 회장 비서. 냉철하고 일처리가 무섭도록 철저하다. 입이 무겁고 진중한 성격이나 강자에 약하고 약자에 강한 비열함도 있다.

### 김선우의 주변 인물
- 정호빈 : 문태주 역

태국의 보석광산 머큐리 마인(Mercury Mine)회장. 인도네시아와 태국, 카자흐스탄 등의 광산에 투자해 많은 부를 축적했다. 성실하고 진중하다. 추진력 있고 때를 기다릴 줄 아는 무서운 남자. 진노식 회장의 고향 후배로 그의 오른팔이었다. 진회장의 약혼녀를 사랑하게 되지만 마음을 숨긴 채 진회장에게 충성했으나 약혼녀와의 사이를 의심한 진회장의 질투로 횡령죄를 뒤집어쓰고 감옥에 갔다. 진회장에게 비참하게 버림받고 아이를 낳다 죽은 그녀의 사망 소식에 분노한다. 태국의 광산개발업자로 성공한 후 귀국해 사랑하는 여자의 아이 선우를 찾는다.
- 이대연 : 김경필 역 (특별출연)

진 회장의 왼팔. 고향 후배. 진회장 밑에서 함께 일했던 문태주가 모함을 받아 감옥에 가고, 임신한 약혼녀를 버리는 걸 보며 그의 무서움에 등을 돌렸다. 진회장의 약혼녀가 낳은 아이의 아버지가 진회장일 수도 문태주 일수도 있다는 생각을 한다. 과거에 자신이 만든 위조 서류로 진회장이 약혼녀 아버지의 재산을 뺏었다는 사실을 알게 되자, 속죄의 뜻으로 보육원에서 자라는 선우를 찾아가 자신이 아버지라 하고 데려와 보살펴 준다. 선우의 19세 생일을 하루 앞두고 진회장을 찾아갔다 말다툼이 일고 억울한 죽음을 당한다.
- 박효준 : 금줄 역 (아역 : 이찬호)

선우의 친구. 금목걸이를 두 세 개씩 걸고 다녀 금줄이라고 불린다. 할머니 손에 자랐다. 단순 무식하고 우직한 성격. 고교시절 내내 불량학생으로 선우와 대립하는 입장이었으나 기댔던 조직 형님에 배신을 당하고 위기의 순간 자신을 구해준 선우에게 충성하게 된다.
- 조희봉 : 미스터 쿤 역 (아역 : 김수현)

태국의 정재계 요인 경호원 출신. 문태주와 해외 자원 개발 프로젝트를 하며 만나 동지가 된 사이. 문태주의 최측근 비서이자 해외영업 담당자. 말이 없고 충직한 부하.

### 이장일의 주변 인물
- 이원종 : 이용배 역 (나이 : 55세)

이장일의 아버지. 진노식 회장 집의 하인 같은 존재. 아내와 사별한 후 재혼하지 않고 아들에 대한 사랑으로 삶을 버틴다. 우발적인 진 회장의 살인을 목격한 후 시신을 자살로 위장해주면 장일을 서울로 보내 최고의 교육을 받게 해준다는 진 회장의 위험한 거래를 수락한다. 장일이 친구 선우와 함께 경필의 자살에 의문을 갖고 파헤치자 지옥 같은 괴로움에 빠진다.
- 강지섭 : 신준호 역

장일의 사법연수원 동기이자 동료 검사. 장일이 붙여준 별명은 짐승검. 정의감에 불타고 무식할 정도로 밀어부치는 성격. 수사는 머리와 근육으로 검사실에 덤벨을 준비해놓고 조사가 안 풀릴 때면 운동을 한다.

### 최수미의 주변 인물
- 이재용 : 최광춘 역 (나이 : 56세)

최수미의 아버지. 동네 얼치기 박수무당. 노래와 춤, 잡기에 능하고 술과 여자를 좋아한다. 남의 속상한 이야기를 잘 들어주고 눈치로 대충 맞추며 밥벌이를 해왔다. 장일 아버지 용배가 경필을 나무에 매달던 날 밤의 목격자. 동네에서 경필을 위한 진혼굿을 열어주자 죽은 경필의 혼이 씌운 척 연기하며 자살이 아니라 타살이라고 소리친다.

### 그 외 인물
- 오용 : 고순태 역 - 이장일 사무실의 수사관
- 장준학 : 황백구 역 - 이장일 사무실의 수사관
- 김이슬 : 차소영 역 - 이장일 사무실의 실무관
- ? : 한은혜 역 - 진노식의 약혼녀, 문태주의 첫사랑
- 박진수 : 신정민 역 - 장일의 후배검사
- 이달형 : 선우와 장일의 담임선생님 역
- 엄태구 : 사채업자 역
- 강민정 : 시험 감독하는 선생님 역
- ? : 지원의 아버지 역
- ? : 지원의 어머니 역
- 김재흠 : 약사 역
- ? : 형사 역
- ? : 조폭 역
- 윤미향 : 미용사 역
- 소희정 : 대학교 교수 역
- 민병애 : 집주인 역
- ? : 장일의 학교선배 역
- 조성희 : 구급대원 역
- 이정성 : 의사 역
- ? : 경비원 역
- 김선은 : 기자 역
- 이금주 : 마희정을 초대한 여자 역
- ? : 복지관 직원 역
- 최민금 : 식당 주인 역
- 송경화 : 스카프 매장 주인 역
- 남현주 : 호텔 룸메이드 역
- 오윤홍 : 호텔 실장 역
- 금호석 : 극단 단원 역
- 장주연 : 영문과 학생 역
- 미상 : 박경복 역 - 택시기사
- ? : 형사 역
- 정두겸 : 부장검사 역
- 현숙희 : 소망이발관 사장의 부인 역
- 최효상 : 안과의사 역
- 정명준 : 라디오 DJ 역
- 박성균 : 공익광고 연출자 역
- 김범수 : 프로그램 'TV 로펌'의 진행자 역
- 이창 : 기자 역
- ? : 'TV 로펌'의 PD 역
- 이석구 : 진노식한테 협박 당하는 남자 역
- 이정훈 : 라디오 DJ 역
- 한동환 : 진승그룹 임시주주총회 진행자 역
- 김광인 : 안과의사 역
- 박대원 : 반 친구 역

## 시청률
아래의 파란색 숫자는 '최저 시청률'이고, 빨간색 숫자는 '최고 시청률'입니다. 시청률조사회사와 지역별로 시청률에 차이가 있을 수 있습니다.
| 2012년      | 2012년      | 2012년         | 2012년       | 2012년         | 2012년       |
| 회차        | 방송일      | TNMS 시청률    | TNMS 시청률  | AGB 시청률     | AGB 시청률   |
| 회차        | 방송일      | 대한민국(전국) | 서울(수도권) | 대한민국(전국) | 서울(수도권) |
| ----------- | ----------- | -------------- | ------------ | -------------- | ------------ |
| 제1회       | 3월 21일    | 7.5%           | 7.9%         | 7.7%           | 8.0%         |
| 제2회       | 3월 22일    | 8.3%           | 9.1%         | 8.1%           | 8.2%         |
| 제3회       | 3월 28일    | 8.7%           | 9.0%         | 8.1%           | 7.9%         |
| 제4회       | 3월 29일    | 8.9%           | 9.5%         | 8.5%           | 8.9%         |
| 제5회       | 4월 4일     | 11.4%          | 12.6%        | 10.2%          | 10.7%        |
| 제6회       | 4월 5일     | 9.6%           | 11.1%        | 10.2%          | 10.5%        |
| 제7회       | 4월 11일    | 13.1%          | 15.8%        | 14.3%          | 15.4%        |
| 제8회       | 4월 12일    | 11.7%          | 13.4%        | 10.8%          | 11.2%        |
| 제9회       | 4월 18일    | 12.1%          | 13.4%        | 12.0%          | 12.6%        |
| 제10회      | 4월 19일    | 13.3%          | 14.7%        | 13.0%          | 13.9%        |
| 제11회      | 4월 25일    | 15.6%          | 16.7%        | 15.0%          | 15.7%        |
| 제12회      | 4월 26일    | 13.6%          | 15.7%        | 15.2%          | 16.1%        |
| 제13회      | 5월 2일     | 13.4%          | 15.0%        | 14.7%          | 15.3%        |
| 제14회      | 5월 3일     | 13.1%          | 14.6%        | 13.9%          | 14.9%        |
| 제15회      | 5월 9일     | 12.5%          | 15.5%        | 14.6%          | 16.0%        |
| 제16회      | 5월 10일    | 12.9%          | 14.5%        | 14.2%          | 15.5%        |
| 제17회      | 5월 16일    | 13.5%          | 15.4%        | 15.1%          | 15.3%        |
| 제18회      | 5월 17일    | 13.6%          | 16.4%        | 14.2%          | 14.9%        |
| 제19회      | 5월 23일    | 12.8%          | 14.8%        | 14.3%          | 15.5%        |
| 제20회      | 5월 24일    | 13.8%          | 16.3%        | 14.1%          | 15.1%        |
| 평균 시청률 | 평균 시청률 | 12.0%          | 13.6%        | 12.4%          | 13.1%        |

## 수상 내역
- 2012 KBS 연기 대상
  - PD가 뽑은 연기자상, 중편 드라마 남자 우수 연기상 : 엄태웅
  - 중편 드라마 여자 우수 연기상 : 이보영

## 참고 사항
- 당초 3월 14일에 방송을 시작할 예정이었으나 MBC 파업으로 제작이 중단된 MBC 수목 드라마 《해를 품은 달》과의 시청률 경쟁을 피하기 위해 편성 일정을 1주 연기했다[3].
- 2012년 5월 7일에 제작진은 본 프로그램 회차를 연장하지 않고 20부작에서 마치는 것으로 결정하였다고 밝혔다[4].
- 2012년 5월 23일에 19회를 방송하는 도중 후반 10여 분 분량이 방영되지 않자 제작진은 2시간 만에 해당 회차에서 방송되지 못한 내용을 다음 회에 이어서 방송하기로 결정했다고 밝혔다[5].